# Johann Georg Ettenhofer

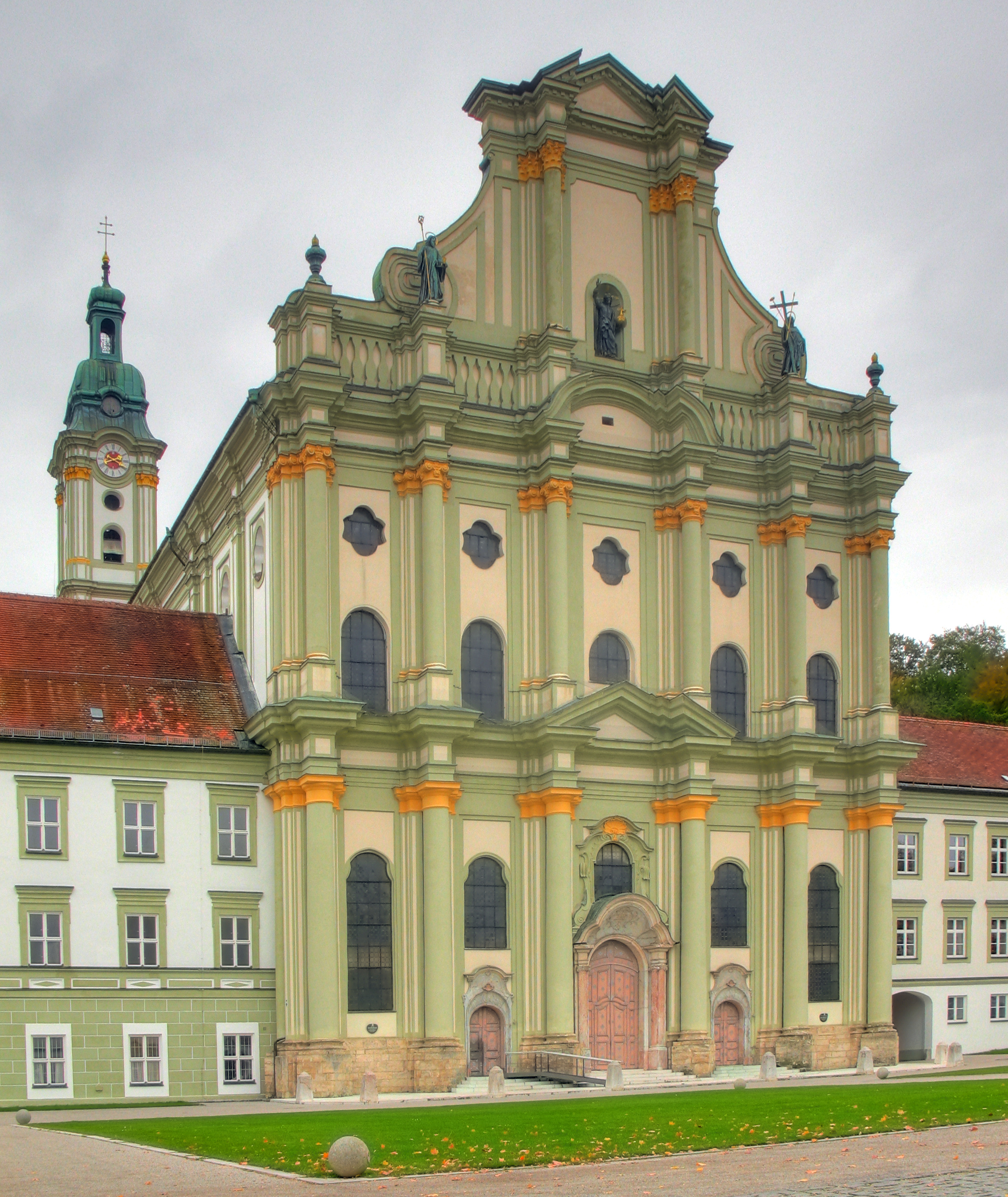
Klosterkirche Fürstenfeld

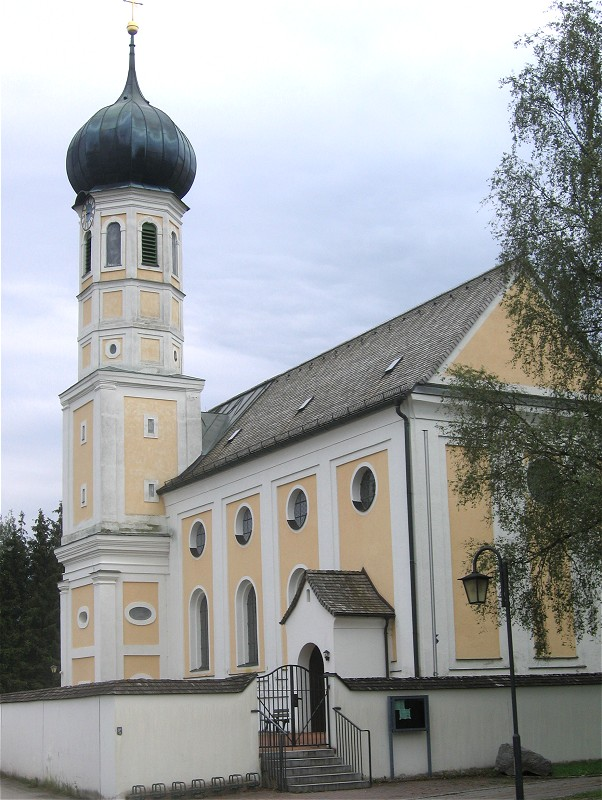
Heilig-Kreuzkirche in Hofolding

Johann Georg Ettenhofer (* 1668 in Bernried am Starnberger See; † 1741 in München) war ein deutscher Baumeister.
Ettenhofer war als Polier mit der Ausführung zahlreicher Entwürfe des Hofbaumeisters Giovanni Antonio Viscardi beauftragt, darunter in München die Bürgersaalkirche von 1709 bis 1710 und die Dreifaltigkeitskirche ab 1711. Nach Viscardis Tod vollendete er einige angefangene Bauten seines Meisters wie die Klosterkirche Fürstenfeld. Danach war er als selbständiger Baumeister tätig.

## Werke (Auswahl)
- 1724–1730: Barockisierung der Heilig-Geist-Kirche in München (mit den Brüdern Asam)
- 1733–1734: Barockisierung der Klosterkirche St. Sebastian in Ebersberg
- Pfarrkirche St. Georg in Hohenschäftlarn
- Pfarrkirche Heilig Kreuz in Hofolding